# Coccorchestes vogelkop
Coccorchestes vogelkop is een spinnensoort uit de familie springspinnen (Salticidae). De soort komt voor in Nieuw-Guinea.